# Depot Lake
Der Depot Lake ist ein etwa 600 m langer und unregelmäßig geformter See an der Ingrid-Christensen-Küste des ostantarktischen Prinzessin-Elisabeth-Lands. Er liegt in den Vestfoldbergen
Wissenschaftler der Australian National Antarctic Research Expeditions errichteten hier 1978 ein Depot. Das Antarctic Names Committee of Australia benannte den See 1983.